# Joseph Lacroix
Pour les articles homonymes, voir Lacroix.
Joseph Lacroix est un auteur de bande dessinée né le 17 novembre 1974 à Toulouse.

## Biographie
Son père, peintre, encourageait sa famille à lire des bandes dessinées. Il passe donc son enfance à s'efforcer de lire les bandes dessinées avant tout le monde, et se met rapidement au dessin.
Ce sont les bandes dessinées de Mike Mignola et les illustrations de Bernie Wrightson qui le décident à faire ce métier, auquel il se consacre aujourd'hui.
Parallèlement à une carrière dans la bande dessinée en France, Il a travaillé pour DC comics et Blizzard Entertainment pour l'adaptation en comics du jeu vidéo Diablo. Diablo : Sword of Justice est un comics en cinq parties publié par DC Comics, écrit par Aaron Williams et illustré par Joseph Lacroix. L'album est publié en France en 2013 chez Panini Comics.
Il travaille réguliérement avec Dark Horse Comics, Insight Editions et Activition Blizzard sur l'illustration de livres dans les univers de World of Warcraft et Diablo.
En 2019, il est à l'origine, avec Gabriel Delmas, Grégory Maklès et Jérôme Martineau, du recueil de récits fantastiques et horrifiques Gryyym, un projet éditorial en financement participatif qui voit le jour en 2020.

## Albums
- Participation à l'album collectif Vampires 2, Carabas, 2002
- L'Encyclopédie du mal, Soleil Productions, scénario de Grégory Maklès

1. La Maison de sang (2004)[5],[6]

- Pythons, scénario de Gabriel Delmas, Carabas

1. Tome 1 (2007)
2. Tome 2 (2008)
3. Tome 3 (2009)

- Diablo III -  L'Epée de Justice, Panini Comics, avec Aaron Williams, 2013
- Diablo III -  le livre de Tyraël,  Insight edition/Huginn & Muninn, 2013
- Papa, Greentea Publishing, scénario de Vera Greentea, 2013
- World of Warcraft Chronicles, Vol:1,2,3,4 Blizzard Entertainment/Dark Horse Comics/Panini, 2017 à 2024
- Fébus, tome 1,2 et 3, Atelier in8, scénario de Catmalou, 2017
- Book of Adria: A Diablo Bestiary, Blizzard entertainment, 2019
- Participation à Toulouse, tome 1 et 2, Petit à petit, Scénario de Gaet's, 2019 et 2021
- Exploring Azeroth: Kalindor, Eastern Kingdom, Northrend, Pandaria, islands and isles, Activition Blizzard/Panini, 2022 à 2024
- Diablo: Tales from the Horadric Library, Hard Case Crime, 2022
- Diablo: Book of Lorath, Titan Books Ltd, 2023